# Anton Webern

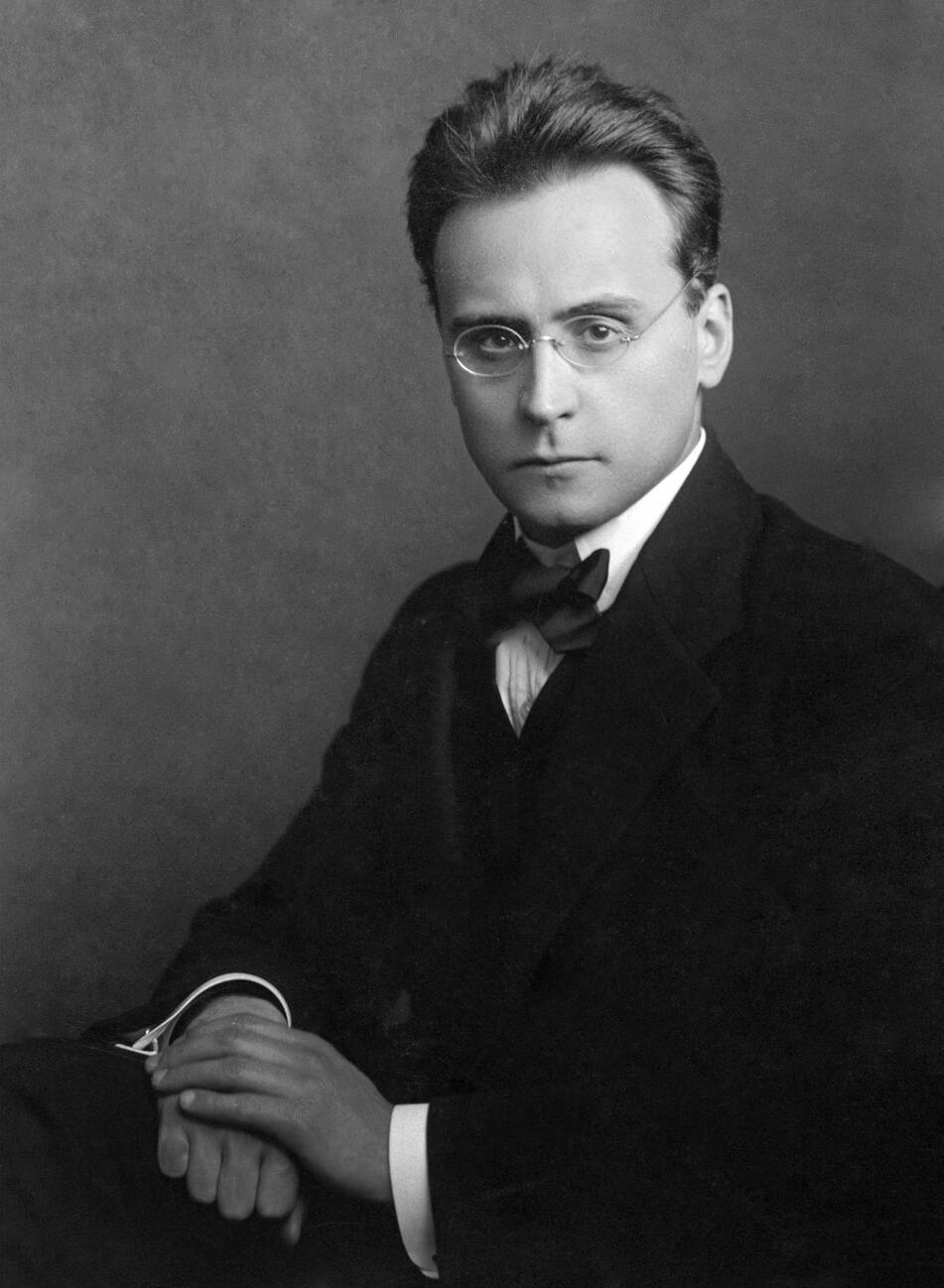
Anton Friedrich Wilhelm von Webern, Stettin 1912

Anton Friedrich Wilhelm (von) Webern (* 3. Dezember 1883 in Wien, Österreich-Ungarn; † 15. September 1945 in Mittersill, Salzburg, Österreich; das „von“ musste er 1919 aufgrund des Adelsaufhebungsgesetzes ablegen) war ein österreichischer Komponist, Dirigent und Musikwissenschaftler. Als einer der ersten Schüler von Arnold Schönberg gehörte er zum inneren Kreis der Wiener Schule.

## Leben

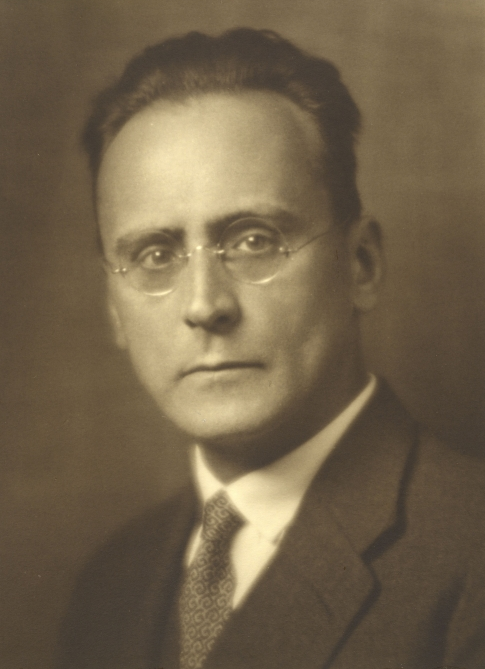
Anton Webern, Aufnahme von Georg Fayer (1927)

Anton von Webern, Sohn von Karl Eduard von Webern, einem Bergkommissär, wuchs in Graz und Klagenfurt auf. Die väterliche Familie war 1753 in den fürsterzbischöflich Trienter Adelsstand erhoben worden. Durch seine Mutter erhielt Anton von Webern früh Klavierunterricht; später erteilte ihm Edwin Komauer Privatunterricht in Musiktheorie. Außerdem erlernte von Webern das Violoncello-Spiel. Von Herbst 1902 bis 1906 studierte er an der Universität Wien Musikwissenschaft. Er wurde dort mit einer Edition des Choralis Constantinus II von Heinrich Isaac, die 1909 als Band 32 der Denkmäler der Tonkunst in Österreich erschien, zum Dr. phil. promoviert.
Von 1904 bis 1908 erhielt von Webern Kompositionsunterricht von Arnold Schönberg, dem er zeit seines Lebens freundschaftlich verbunden blieb. Bis 1913 war er Theaterkapellmeister in Wien, Teplitz, Stettin und Danzig und nahm 1917 für einige Zeit seine Tätigkeit als Opernkapellmeister in Prag wieder auf. 1918 kehrte er nach Wien zurück und war dort im Verein für musikalische Privataufführungen tätig, der von Schönberg geleitet wurde.
Nach dem Ersten Weltkrieg war Webern u. a. Leiter des Wiener Schubertbundes (bis 1922), der Wiener Arbeiter-Sinfoniekonzerte sowie Chormeister des Wiener Arbeiter-Singvereins. Ab 1920 arbeitete er mit dem Verlag Universal Edition zusammen, was ihm zu einer größeren Bekanntheit verhalf.
1927 wurde er ständiger Dirigent beim österreichischen Rundfunk. Er gab Gastspiele in der Schweiz, in England, Spanien und Deutschland. Als Dirigent (1926, 1932 und 1935), Juror (1932 und 1936) und Komponist (an zehn Weltmusiktagen mit Werken vertreten) war er von der Gründung der ISCM 1922 bis zum Zweiten Weltkrieg eine der prägenden Gestalten bei den Weltmusiktagen der Internationalen Gesellschaft für Neue Musik (ISCM World Music Days). Mehrere seiner Werke wurden bei den Weltmusiktagen auch uraufgeführt: 5 Stücke für Orchester op.10 (1926), Konzert für 9 Instrumente op.24 (1935), Kantate Das Augenlicht op. 25 (1938), Kantate Nr. 1 op. 29 (1946), Kantate Nr. 2 op. 31 (1950).
Weberns Verhältnis zur NS-Ideologie und zum NS-Staat ist in der Forschung umstritten. „Ungeachtet partieller Übereinstimmungen mit dem ‚Nationalsozialismus‘ hatte (und wollte) er nach dem „Anschluss Österreichs“ 1938 als „Kulturbolschewist“ keine Chance im offiziellen Musikleben“, schreibt das Lexikon Komponisten der Gegenwart. Ab 1939 stellte er für die Universal Edition Klavierauszüge her und zog sich zunehmend aus der Öffentlichkeit zurück. Eine authentische Sicht auf den Komponisten in dieser Zeit geben die Erinnerungen Karl Amadeus Hartmanns, der Webern im November 1942 in Maria Enzersdorf bei Wien besuchte, um Unterricht zu nehmen.
Am 15. September 1945 wurde Anton Webern in Mittersill bei Zell am See von einem Soldaten der US-Armee irrtümlich erschossen, als er während einer Razzia in seinem Haus – sein Schwiegersohn wurde des Schwarzmarkthandels verdächtigt – vor die Tür trat, um eine Zigarre zu rauchen. Webern wurde in der Annakirche in Mittersill aufgebahrt und auf dem Ortsfriedhof begraben. Die Umstände von Anton Weberns Tod sind Thema von René Staars op. 9 Just an Accident? A Requiem for Anton Webern and Other Victims of the Absurd aus dem Jahr 1986.
Er ist zusammen mit seiner Frau Wilhelmine und seiner Tochter Maria Halbich († 2000) in einem Ehrengrab der Gemeinde Mittersill beigesetzt. Auf der Rückseite des Grabsteins ist ein Gedicht Hildegard Jones zu lesen, das Webern 1935 vertont hatte.
Der größte Teil des Nachlasses von Anton Webern befindet sich heute in der Paul-Sacher-Stiftung in Basel.

## Werk und Wirkung

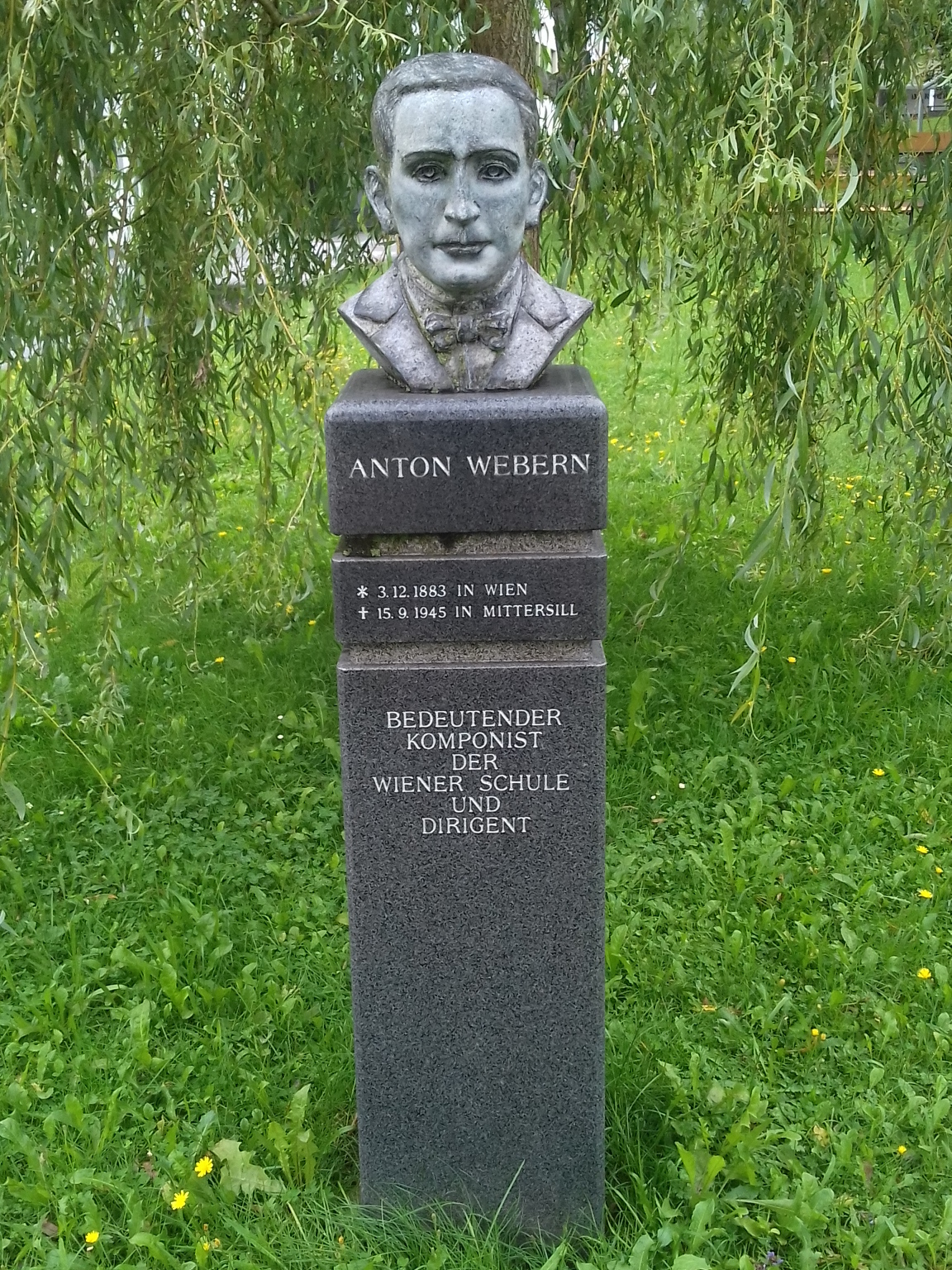
Büste im Anton-Webern-Park in Mittersill

Bereits aus der „Klagenfurter Periode“ (1899) sind zwei Stücke für Cello und Klavier aus Weberns Hand bekannt. Weberns frühe, zu Lebzeiten nicht aufgeführte Stücke (Im Sommerwind, 1904; Langsamer Satz, 1905) stehen noch deutlich in der Tradition der Spätromantik. 
Seine Passacaglia op. 1 und der Doppelkanon Entflieht auf leichten Kähnen op. 2 bewegen sich noch im Rahmen einer (erweiterten) Tonalität, die er ab 1908/09 endgültig aufgab. Bereits in den Fünf Liedern aus Der Siebente Ring op. 3 wurde ein Personalstil deutlich, der seine Werke von denen Schönbergs und Alban Bergs unterscheidet. Zeigen die fünf Lieder nach Gedichten aus Stefan Georges Zyklus Der siebente Ring sowie die Fünf Sätze für Streichquartett op. 5 noch thematisch-motivische Ansätze im traditionellen Sinne, wird dies in den späteren Kompositionen aufgehoben. In den Werken vor dem Ersten Weltkrieg entwickelte Webern eine musikalische Sprache, die sich auf das Wesentliche konzentriert und dem musikalischen Expressionismus nahesteht.
1924 übernahm Webern erstmals Grundlagen der Zwölftontechnik Arnold Schönbergs. Während Schönberg und Berg diese Technik für große Formen anwendeten, vollendete sich die Kunst Weberns in der kleinen, hochkonzentrierten Form. Er begann, „seine Diamanten zu schleifen, seine blitzenden Diamanten, von deren Minen er eine so vollkommene Kenntnis hatte“ – wie Igor Strawinski es einmal ausdrückte.
Von da an konzentrierte sich Webern auf die Organisation der Struktur – neben der Ordnung der Tonhöhen auch die der Dauern und der Dynamik. György Ligeti hat in Salzburger Vorträgen, bei denen er unter anderem die Bagatellen für Streichquartett op. 9 analysierte, deren komplexe Symmetrien gezeigt und dafür den Ausdruck „Prinzip der gestörten Ordnung“ geprägt. Eine konsequente, strenge Regelhaftigkeit in der Festlegung der musikalischen Parameter nahmen nach dem Zweiten Weltkrieg die Komponisten der Darmstädter Schule vor, vor allem Pierre Boulez und Karlheinz Stockhausen, die Weberns Verfahren übernahmen und zu Kompositionstechniken der seriellen Musik ausbauten. Schüler waren bei Webern Gerd Muehsam und Eduard Steuermann.

## Werke (Auswahl)

### Werke mit Opuszahl
Zu seinen Lebzeiten veröffentlichte Werke:
- Op. 1, Passacaglia für Orchester (1908)
- Op. 2, Entflieht auf leichten Kähnen (1908), Gemischter Chor (A Cappella), Text: Stefan George
- Op. 3, Fünf Lieder aus Der Siebente Ring (1908–1909), Gesang und Klavier, Text: Stefan George
1. „Dies ist ein Lied“, 2. „Im Windesweben“, 3. „An Bachesrand“, 4. „Im Morgentaun“, 5. „Kahl Reckt der Baum“
- Op. 4, Fünf Lieder zu Gedichten von Stefan George (1908–1909)
1. Eingang („Welt der Gestalten“), 2. „Noch zwingt mich Treue“, 3. „Ja, Heil und Dank dir“, 4. „So ich traurig bin“, 5. „Ihr tratet zu dem Herde“[9]
- Op. 5, Fünf Sätze für Streichquartett (1909)
- Op. 6, Sechs Stücke für großes Orchester (1909)
- Op. 7, Vier Stücke für Geige und Klavier (1910)
- Op. 8, Zwei Lieder nach Gedichten von Rainer Maria Rilke (1910)
1. „Du, der ich’s nicht sage“, 2. „Du machst mich allein“
- Op. 9, Sechs Bagatellen für Streichquartett (1911)
- Op. 10, Fünf Stücke für Orchester (1911)
- Op. 11, Drei kleine Stücke für Violoncello und Klavier (1914)
- Op. 12, Vier Lieder für Gesang und Klavier (1915–17)
1. „Der Tag ist vergangen“ (1915), 2. „Die geheimnisvolle Flöte“ („An einem Abend“) (1917), 3. „Schien mir’s, als ich sah die Sonne“ (aus August Strindbergs "Gespenstersonate"; 1915), 4. „Gleich und gleich“ („Ein Blumenglöckchen“) (1917)
- Op. 13, Vier Lieder für Gesang und Orchester (1914–18)
1. „Wiese im Park“ („Wie wird mir zeitlos“) (1917), 2. „Die Einsame“ („An dunkelblauem Himmel“) (1914), 3. „In der Fremde“ („In Fremdem Lande“) (1917), 4. „Ein Winterabend“ („Wenn der Schnee“) (1918)
- Op. 14, Sechs Lieder nach Gedichten von Georg Trakl (1917–21), Gesang und Kammerensemble
1. „Die Sonne“, 2. „Abendland I“, 3. „Abendland II“, 4. „Abendland III“, 5. „Nachts“, 6. „Gesang einer gefangnen Amsel“
- Op. 15, Fünf geistliche Lieder (1917–22), Gesang und Kammerensemble
1. „Das Kreuz, das musst’ er tragen“, 2. Morgenlied „steht auf, ihr lieber Kinderlein“, 3. „In Gottes Namen aufstehen“, 4. „Mein Weg geht jetzt vorüber“, 5. „Fahr hin, O Seel’“
- Op. 16, Fünf Canons nach lateinischen Texten (1924), Gesang und Kammerensemble
1. „Christus factus est“ (1924), 2. „Dormi Jesu“ (1923), 3. „Crux fidelis“ (1923), 4. „Asperges me“ (1923), 5. „Crucem tuam adoramus“ (1924)
- Op. 17, Drei Volkstexte (1924), Gesang und Kammerensemble
1. „Armer Sünder, du“ (1924), 2. „Liebste Jungfrau“ (1925), 3. „Heiland, unsere Missetaten“ (1925)
- Op. 18, Drei Lieder (1925), Gesang und Kammerensemble (Es-Klarinette und Gitarre)
1. „Schatzerl klein“, 2. Erlösung „Mein Kind, Sieh an“, 3. „Ave, Regina Coelorum“
- Op. 19, Zwei Lieder (1926), gemischter Chor und Kammerensemble, Text: („Chinesische-Deutsche Jahres- und Tageszeiten“), Zyklus – J. W. v. Goethe
1. „Weiß wie Lilien“, 2. „Ziehn die Schafe“
- Op. 20, Streichtrio (1926–1927), in zwei Sätzen
- Op. 21, Symphonie (1927–1928), in zwei Sätzen
- Op. 22, Quartett (1928–1930), Geige, Klarinette, Tenorsaxophon, Klavier, in zwei Sätzen
- Op. 23, Drei Lieder aus „viae inviae“ (1934), Gesang und Klavier

1. „Das Dunkle Herz“ (1934), 2. „Es stürzt aus Höhen Frische“ (1933), 3. „Herr Jesus mein“ (1933)
- Op. 24, Konzert (1931–1934), Kammerensemble, in drei Sätzen
- Op. 25, Drei Lieder nach Gedichten von Hildegard Jone (1934), Gesang und Klavier, Text: „Die Freunde“ Zyklus – Hildegard Jone
1. „Wie bin ich froh!“, 2. „Des Herzens Purpurvogel“, 3. „Sterne, Ihr silbernen Bienen“
- Op. 26, Das Augenlicht („Durch unsre offnen Augen“) (1935), gemischter Chor und Orchester, Text: „viae inviae“ – Hildegard Jone
- Op. 27, Variationen für Klavier (1935–1936), in drei Sätzen
- Op. 28, Streichquartett (1936–1938), in drei Sätzen
- Op. 29, Erste Kantate (1938–1940), Sopran Solo, gemischter Chor und Orchester
1. „Zündender Lichtblitz“, 2. „Kleiner Flügel“, 3. „Tönen die Seligen Saiten Apolls“
- Op. 30, Variationen für Orchester (1940), in einem Satz
- Op. 31, Zweite Kantate (1943), Sopran Solo, Bass Solo, gemischter Chor und Orchester
1. „Schweigt auch die Welt“, 2. „Sehr tief verhalten“, 3. „Schöpfen aus Brunnen“, 4. „Leichteste Bürden“, 5. „Freundselig ist das Wort“, 6. „Gelockert aus dem Schoße“

### Werke ohne Opuszahl
- Zwei Stücke für Cello und Klavier (1899)
- Drei Gedichte, für Stimme und Klavier (1899–1902)
- Acht frühe Lieder, für Stimme und Klavier (1901–1903)
- Drei Lieder, nach Ferdinand Avenarius (1903–1904)
- Im Sommerwind, Idyll für großes Orchester nach einem Gedicht von Bruno Wille (1904)
- Langsamer Satz für Streichquartett (1905)
- Streichquartett (1905)
- Satz für Klavier (1906)
- Sonatensatz (Rondo) für Klavier (1906)
- Rondo für Streichquartett (1906)
- Fünf Lieder, nach Gedichten von Richard Dehmel (1906–1908)
- Klavierquintett (1907)
- Vier Lieder, nach Stefan George (1908–1909)
- Orchestra Pieces (1913), postum veröffentlicht 1971, ediert von Friedrich Cerha
- Drei Orchesterlieder (1913–1914)
- Cellosonate (1914)
- Kinderstück, für Klavier (1924)
- Klavierstück, im Tempo eines Menuetts (1925)
- Satz für Streichtrio (1925)
- Bearbeitungen für Orchester:
  - „Schatzwalzer“ aus „Der Zigeunerbaron“ von Johann Strauss Sohn, Bearbeitung für Salonensemble (Streichquartett, Harmonium und Klavier) (1921)
  - „Deutsche Tänze“, Franz Schubert (1934)
  - „Ricercar zu 6 Stimmen“ aus dem Musikalischen Opfer, von Johann Sebastian Bach (1935)[10]

### Schriften / Vorträge
- Willi Reich (Hrsg.): Der Weg zur Neuen Musik, zwei Vortragszyklen 1932-33. Universal Edition, Wien 1960, 73 S. archive.org
  - Der Weg zur Komposition in zwölf Tönen (1932), 8 Vorträge Januar bis März 1932
  - Der Weg zur Neuen Musik (1933), 8 Vorträge Februar bis April 1933
- Neil Boynton (Hrsg.): Über musikalische Formen, aus den Vortragsmitschriften [1934–1938] von Ludwig Zenk, Siegfried Oehlgiesser, Rudolf Schopf und Erna Apostel, = Veröffentlichungen der Paul-Sacher-Stiftung Band 8. Schott, Mainz 2002, 439 S.

## Preise und Ehrungen

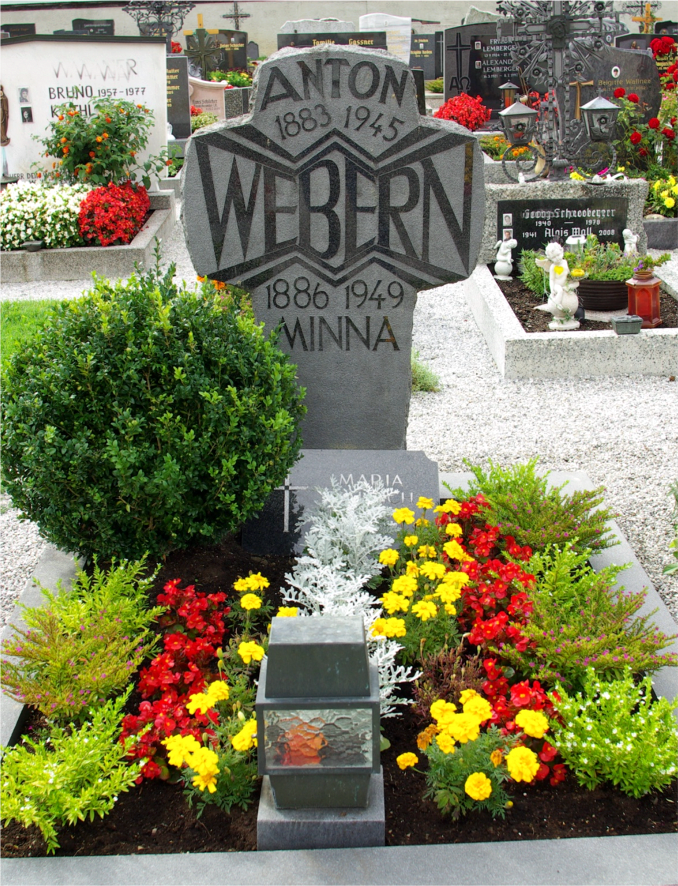
Grab auf dem Friedhof Mittersill

- 1924 und 1931 erhielt Anton Webern den Musikpreis der Stadt Wien.[11]
- Die Gemeinde Mittersill stiftete für Webern ein Ehrengrab.
- 1965 wurde am Haus in Mittersill, vor dem er starb, eine Gedenktafel angebracht. Auf ihr befindet sich neben Weberns Namen das Sator-Quadrat („SATOR AREPO TENET OPERA ROTAS“), auf das Webern in seinem Opus 24 bezugnahm.
- 1990 wurde der Asteroid (4529) Webern nach ihm benannt.[12]
- In der Wiener Löwengasse 53 (3. Bezirk), am Geburtshaus, hat die Österreichische Gesellschaft für Musik eine Gedenktafel angebracht.
- In der Mödlinger Neusiedlerstraße 58 erinnert eine Gedenktafel daran, dass Webern dort in den Jahren 1918 bis 1932 gelebt hat.[13]
- 1998 erhielt die Platzerweiterung der Linken Bahngasse vor der Universität für Musik und darstellende Kunst Wien in Wien-Landstraße (3. Bezirk) ihm zu Ehren den Namen Anton-von-Webern-Platz.

## Deutschsprachige Literatur
- Heinrich Deppert: Studien zur Kompositionstechnik im instrumentalen Spätwerk Anton Weberns (= Musikbücher von Tonos. Band 3). Edition Tonos, Darmstadt 1972, DNB 730205096 (227 S., Dissertation Universität Tübingen, Fachbereich Altertums- und Kulturwissenschaften, 1970).
- Elmar Budde: Anton Weberns Lieder op. 3: Untersuchungen zur frühen Atonalität bei Webern (= Beihefte zum Archiv für Musikwissenschaft 9). Steiner, Wiesbaden 1971, ISBN 978-3-515-00224-0.
- Gareth Cox: Anton Weberns Studienzeit: Seine Entwicklung im Lichte der Sätze und Fragmente für Klavier. Frankfurt am Main et al., Peter Lang 1992, ISBN                3631446977.
- Walter Kolneder: Anton Webern. Genesis und Metamorphose eines Stils (= Österreichische Komponisten des XX. Jahrhunderts. Band 19). Lafite / Österreichischer Bundesverlag, Wien 1974, ISBN 3-215-61006-X.
- Hans Moldenhauer: Der Tod Anton von Weberns. Ein Drama in Dokumenten. Mit einem Geleitwort von Igor Strawinsky. Breitkopf & Härtel, Wiesbaden 1970, ISBN 3-7651-0001-3 (Originaltitel: The death of Anton Webern. Übersetzt von Gerd Sievers).
- Hans und Rosaleen Moldenhauer: Anton von Webern. Chronik seines Lebens und Werkes. Atlantis, Zürich / Freiburg im Breisgau 1980, ISBN 3-7611-0573-8 (Originaltitel: Anton von Webern, a Chronicle of His Life and Work. Übersetzt von Ken W. Bartlett).
- Heinz-Klaus Metzger, Rainer Riehn (Hrsg.): Anton Webern I (= Musik-Konzepte. Sonderband). edition text+kritik, München 1983, ISBN 3-88377-151-1.
- Dieter Rexroth (Hrsg.): Opus Anton Webern. Quadriga, Berlin 1983, ISBN 3-88679-101-7.
- Heinz-Klaus Metzger, Rainer Riehn (Hrsg.): Anton Webern II (= Musik-Konzepte. Sonderband). edition text+kritik, München 1984, ISBN 3-88377-187-2.
- Karlheinz Essl: Das Synthese-Denken bei Anton Webern (= Wiener Veröffentlichungen zur Musikwissenschaft. Band 24). Hans Schneider, Tutzing 1991, ISBN 3-7952-0675-8 (256 S., Vorwort – Musikwissenschaftliche Dissertation Universität Wien 1988).
- Matthias Herrmann: Schönberg – Berg – Webern und Dresden. In: Matthias Herrmann, Hanns-Werner Heister (Hrsg.): Dresden und die avancierte Musik im 20. Jahrhundert. Teil I: 1900–1933 (= Musik in Dresden. Band 4). Laaber, Laaber 1999, ISBN 3-89007-346-8, S. 297–348.
- Reinhard Kapp: Webern, Anton (von). In: Oesterreichisches Musiklexikon. Online-Ausgabe, Wien 2002 ff., ISBN 3-7001-3077-5; Druckausgabe: Band 5, Verlag der Österreichischen Akademie der Wissenschaften, Wien 2006, ISBN 3-7001-3067-8.
- Felix Wörner: "... was die Methode der '12-Ton-Komposition' alles zeitigt ...". Anton Weberns Aneignung der Zwölftontechnik 1924-1935 (= Publikationen der Schweizerischen Musikforschenden Gesellschaft. Serie II / Publications de la Société Suisse de Musicologie. Série II, Band 43). Peter Lang, Bern et al. 2003, ISBN 9783039103362.
- Alain Galliari: Anton von Webern. Fayard, [Paris] 2007, ISBN 978-2-213-63457-9.
- Dominik Schweiger, Nikolaus Urbanek (Hrsg.): Webern 21 (= Wiener Veröffentlichungen zur Musikgeschichte. Band 8). Böhlau, Wien / Köln / Weimar 2009, ISBN 3-205-77165-6.
- Simon Obert (Hrsg.): Wechselnde Erscheinung. Sechs Perspektiven auf Anton Weberns sechste Bagatelle (= Webern-Studien. Beihefte der Anton Webern Gesamtausgabe. Band 1). Lafite, Wien 2012, ISBN 978-3-85151-080-5.
- Dominik Skala: Untersuchungen zu den freiatonalen Orchestra Pieces (1913) Anton Weberns, Hochschule für Musik Freiburg 2014
- Monika Kröpfl, Simon Obert (Hrsg.): Der junge Webern. Künstlerische Orientierungen in Wien nach 1900 (= Webern-Studien. Beihefte der Anton Webern Gesamtausgabe. Band 2a). Lafite, Wien 2015, ISBN 978-3-85151-082-9.
- Thomas Ahrend, Matthias Schmidt (Hrsg.): Der junge Webern. Texte und Kontexte. (= Webern-Studien. Beihefte der Anton Webern Gesamtausgabe. Band 2b). Lafite, Wien 2015, ISBN 978-3-85151-083-6.
- Thomas Ahrend, Matthias Schmidt (Hrsg.): Webern-Philologien (= Webern-Studien. Beihefte der Anton Webern Gesamtausgabe. Band 3). Lafite, Wien 2016, ISBN 978-3-85151-084-3.
- Andreas Krause: Anton Webern und seine Zeit. 2., korrigierte und erweiterte Auflage. Laaber, Laaber 2018, ISBN 978-3-89007-698-0.
- Pietro Cavallotti, Simon Obert, Rainer Schmusch (Hrsg.): Neue Perspektiven. Anton Webern und das Komponieren im 20. Jahrhundert (= Webern-Studien. Beihefte der Anton Webern Gesamtausgabe. Band 4). Lafite, Wien 2019, ISBN 978-3-85151-098-0.
- Julia Bungardt (Hrsg.): Anton Webern. Briefwechsel mit der Universal-Edition (= Webern-Studien. Beihefte der Anton Webern Gesamtausgabe. Band 5). Lafite, Wien 2020, ISBN 978-3-85151-102-4.
- Reinhard Kapp: Webern, Anton. In: Neue Deutsche Biographie (NDB). Band 27, Duncker & Humblot, Berlin 2020, ISBN 978-3-428-11208-1, S. 516–519 (Digitalisat).
- Fred K. Prieberg: Handbuch Deutsche Musiker 1933–1945. CD-ROM-Lexikon, Kiel 2009, 2. Auflage, S. 8111–8115. online

## Englischsprachige Literatur
- Hans and Rosaleen Moldenhauer: Anton von Webern: A Chronicle of his Life and Work. Victor Gollancz Ltd, London 1978.
- Kathryn Bailey: The Twelve-Note Music of Anton Webern. Cambridge University Press, Cambridge 1991, ISBN 9780511552458.
- Anne C. Shreffler: Webern and the Lyric Impulse. Songs  and Fragments on Poems of Georg Trakl. Clarendon Press, Oxford 1994, ISBN  0198162243.
- Kathryn Bailey (Hrsg.): Webern Studies. Cambridge University Press, Cambridge 1996, ISBN 9780521475266.
- Allen Forte: The Atonal Music of Anton Webern. Yale University Press, New Haven / London 1998, ISBN 0300073526.
- Kathryn Bailey: The Life of Webern. Cambridge  University Press, Cambridge 1998, ISBN 9780521575669.
- Julian Johnson: Webern and the Transformation of Nature. Cambridge University Press, Cambridge 1999, ISBN 9780521027861.
- Darin Hoskisson: Anton Webern. A Research and Information Guide. Routledge, New York 2017, ISBN 9780367868505.
- Sebastian Wedler: Anton Webern at the Dawn of Modernism. Cambridge University Press, Cambridge 2025, ISBN 9781009453691.